# Norris Bell
Norris „Bo“ Bell (* 21. Juni 1960 in Atlanta) ist ein ehemaliger US-amerikanischer Basketballspieler.

## Werdegang
Bell wuchs in Atlanta auf, er spielte erst American Football, dann Basketball. Nach der Schulzeit an der North Fulton High School wechselte er ans Middle Georgia College und nach zwei Jahren an die Gardner-Webb University.
Er begann 1983 eine Ausbildung bei der Polizei, entschloss sich aber, den Sprung in den Berufsbasketball zu unternehmen, als er im Sommer 1983 von der NBA-Mannschaft Atlanta Hawks das Angebot erhielt, am Training teilzunehmen. Den Schritt ins NBA-Aufgebot schaffte er nicht, er spielte stattdessen ein Jahr bei den Ohio Mixers in der Continental Basketball Association (CBA), für die er in 42 Einsätzen im Schnitt 18,5 Punkte und 8,1 Rebounds erzielte.
Bell nahm 1984 ein Angebot des französischen Erstligisten ASVEL Lyon-Villeurbanne an, für den er bis 1988 spielte. In seinen ersten drei Jahren bei ASVEL erzielte er jeweils Saisonmittelwerte von mehr als 20 Punkten (Höchstwert: 23,5 Punkte/Spiel in der Saison 1984/85), im vierten Jahr dann 19,8. 1985 und 1987 erreichte er mit der Mannschaft das Halbfinale im Europapokal der Pokalsieger. 1985 und 1986 wurde er mit der Mannschaft französischer Vizemeister.
Nach seiner Zeit bei ASVEL wechselte Bell zu Fribourg Olympic in die Schweizer Nationalliga. Dort spielte er bis 1990 unter seinem Landsmann Joe Whelton als Trainer. In der Saison 1988/89 kam Bell in der Nationalliga auf einen Punkteschnitt von 28,5 und wurde mit der Mannschaft Vizemeister. In seinem zweiten Spieljahr in Fribourg lag sein Mittelwert bei 27,4 Punkten je Begegnung.
Von 1991 bis 1993 stand er wieder in der ersten französischen Liga, Ligue Nationale de Basket (LNB), unter Vertrag. 1991/92 erreichte Bell für Le Mans 19,3 und in der Saison 1992/93 19,9 Punkte je Begegnung. 1993 wechselte der US-Amerikaner in Frankreichs zweite Liga nach Mülhausen, stand hernach ein Spieljahr in Bellinzona im Schweizer Kanton Tessin unter Vertrag und schloss seine Laufbahn als Berufsbasketballspieler beim französischen Erstligisten Jet Lyon ab.
Bell ging in sein Heimatland zurück, wurde Jugendtrainer und in Atlanta Betreiber einer Basketball-Akademie, in der zeitweise auch die späteren NBA-Spieler Louis Williams, Malcolm Brogdon und Al-Farouq Aminu gefördert wurden.